# Эрхюрман, Туфан
Туфан Эрхюрман (тур. Tufan Erhürman; род. 1970, Никосия) — государственный и политический деятель частично признанной Турецкой Республики Северного Кипра. С 1999 по 2004 год работал в министерстве юстиции Турции, а затем участвовал в создании должности омбудсмена в Турции. С 2008 по 2010 год участвовал в переговорах по урегулированию Кипрского конфликта. В настоящее время является лидером Республиканской турецкой партии.

## Образование
Получил среднее образование в Türk Maarif Koleji в Никосии. В 1988 году поступил на юридический факультет Анкарского университета. Получил степень магистра и докторскую степень в Анкарском университету; в 2001 году защитил кандидатскую диссертацию по теме «Non-Juridical Inspection of the Authority and the Ombdusmam».

## Академическая карьера
с 1995 по 2001 год Туфан Эрхюрман читал лекции по публичному праву в Анкарском университете, Ближневосточном техническом университете и Университете Хасеттепе. С 2001 по 2006 год читал лекции в Восточно-Средиземноморском университете, а затем с 2008 по 2013 год. Туфан Эрхюрман также читал лекции в Ближневосточном университете с 2006 по 2008 год.

## Политическая карьера
С 2008 по 2010 год участвовал в переговорах по урегулированию кипрского конфликта при президенте Мехмете Али Талате. Туфан Эрхюрман баллотировался от Никосии в Ассамблею Республики на выборах 2013 года и стал членом парламента в качестве кандидата от Республиканской турецкой партии. Участвовал в работе над внесением изменений в Конституцию, в итоге 23 изменения были согласованы всеми 4 партиями, которые были представлены в парламенте в то время. Однако 62,3 % избирателей отклонили новую конституцию на референдуме 2014 года. В 2015 году стал генеральным секретарем Республиканской турецкой партии.
13 ноября 2016 года Туфан Эрхюрман стал лидером Республиканской турецкой партии, а также лидером оппозиции. Во время внеочередных выборов 2018 года был переизбран в качестве члена парламента, однако его партия потеряла 9 мест. 19 января 2018 года начались переговоры по формированию коалиции между четырьмя партиями: Республиканской турецкой партией, Народной партией, Демократической партией и Коммунальной демократической партией, и в конечном итоге был сформирован кабинет Эрхюрмана.